# إبراهيم الغانم (ممثل)
إبراهيم الغانم ، ممثل بحريني من جيل الرواد شارك في العديد من أعمال التلفزيونية و المسرحية منها:
- حزاوينا خليجية 2016 - مسلسل
- جروح2014 - مسرحية
- هوى البحرين2014 - مسلسل
- سماء ثانية 2011 - مسلسل
- أربع بنات2007 - فيلم
- عويشه2003 - مسلسل
- أخوة الشر2003 - مسلسل
- ملاذ الطير2003 - مسلسل
- ليل البنادر2001 - مسلسل
- أحلام رمادية 2001 - مسلسل
- آخر الرجال1999 - مسلسل
- سعدون1998 - مسلسل
- آه يا سلمان1997 - سهرة تليفزيونية
- سرور1997 - مسلسل
- ملفى الأياويد1995 - مسلسل
- حسن ونور السنا1995 - مسلسل
- سوق المقاصيص1991 - مسرحية
- ديرة العجايب0 - مسرحية